# Maria Domenica Brun Barbantini
Maria Domenica Brun Barbantini (Lucca, 17 gennaio 1789 – Lucca, 22 maggio 1868) è stata una religiosa italiana, venerata come beata dalla Chiesa cattolica.

## Biografia
Maria Domenica nasce a Lucca da Pietro Brun, militare originario del Cantone di Lucerna componente la guardia svizzera in servizio presso la Repubblica di Lucca, e Giovanna Granucci. La sua adolescenza è segnata da quattro lutti: la morte di suo padre e quella di tre fratelli a breve distanza l'uno dall'altro.
Nel 1811 sposa Salvatore Barbantini, ma dopo soli cinque mesi, mentre lei era già incinta, il marito muore improvvisamente e, all’età di otto anni, muore anche l’unico suo figlio. Allora si dedica interamente all’assistenza dei poveri e degli ammalati nella sua città. 
Spinta anche dal vescovo e dal clero di Lucca, che apprezzano le sue qualità umane e spirituali,  crea il monastero, tuttora esistente, dell'Ordine della Visitazione di Santa Maria. 
Nel gennaio 1829, resasi conto della necessità di istituire una congregazione religiosa di suore infermieristiche per la cura degli ammalati a tempo pieno, fonda la congregazione delle Suore Ministre degli Infermi di San Camillo.

## Culto
È stata proclamata beata da papa Giovanni Paolo II il 17 maggio 1995.
La sua memoria liturgica ricorre il 22 maggio.